# Astragalus abnormalis
Astragalus abnormalis es una especie de planta herbácea perteneciente a la familia de las leguminosas. Es originaria del Asia
Es una planta herbácea perennifolia originaria de Irán.

## Taxonomía
Astragalus abnormalis fue descrita por  Karl Heinz Rechinger y publicado en Österreichische Akademie der Wissenschaften, Mathematisch-Naturwissenschaftliche Klasse. Anzeige 92: 113. 1955.
Etimología
Astragalus: nombre genérico que significa "hueso del tobillo" y un nombre antiguo aplicado a algunas plantas de esta familia debido a la forma de las semillas.
abnormalis: epíteto latino que significa "anormal".